# Schleicher ASW 15
Schleicher ASW 15 – niemiecki szybowiec wyczynowy klasy standard.

## Historia
Konstrukcja została opracowana w firmie Alexander Schleicher GmbH & Co przez inż. Gerharda Waibla, który przy jej budowie wykorzystał doświadczenia zdobyte przy budowie poprzednika tj. Schleicher ASW 12. Oblot nowej konstrukcji został wykonany w kwietnia 1968 r. Maszyna wzięła udział w Szybowcowych Mistrzostwach Świata w Lesznie w 1968 r. Startujący na nim Hans Werner Grosse zwyciężył w dwóch konkurencjach, ostatecznie zajął 10. miejsce. Od 1969 r. maszyna była produkowana seryjnie. W kolejnych Mistrzostwach w Marfie  1970 r. ASW 15 latały w reprezentacjach sześciu krajów. Gerhard Waibel zajął na nim 6. miejsce w klasie standard. Od egzemplarza nr 356 wycofano z konstrukcji skrzydła drewno balsa, które zastąpiono pianką syntetyczną.

## Konstrukcja
Jednomiejscowy szybowiec wyczynowy w układzie górnopłatu.
Płat dwudzielny o obrysie prostokątno-trapezowym. Profil u nasady Wortmann FX 61-163 przechodzący ku końcowi w FX 60-126. Wyposażony w lotki różnicowe oraz hamulce aerodynamiczne płytowe typu Schempp-Hirth-Freiss wysuwane z górnej i dolnej powierzchni płata. Kadłub o konstrukcji skorupowej wykonanej z laminatu i balsy. Osłona kabiny jednoczęściowa, pedały przestawne w locie, fotel pilota regulowany na ziemi. Kadłub o przekroju owalnym zakończony klasycznym usterzeniem krzyżowym. Usterzenie poziome płytowe, bezdźwigarowe, o konstrukcji skorupowej. Podwozie złożone z koła głównego oraz z kółka ogonowego. W kolejnych wersjach wprowadzono mechanizm chowania koła głównego oraz spadochron hamujący.